# Деле, Флоранс
Флоранс Деле (фр. Florence Delay; 19 марта 1941, Париж — 1 июля 2025, Париж) — французская актриса, писательница и сценаристка. Пожизненный член Французской академии.

## Биография
Родилась в семье Жана Деле, известного французского психиатра, одним из первых начавшего широко применять аминазин в качестве успокаивающего при шизофрении.
Окончила лицей им. Лафонтена, а затем Сорбонну.
В 1962 году сыграла главную роль Жанны д’Арк в фильме Робера Брессона «Процесс Жанны д’Арк». Снялась также в фильмах:
- 1969 — «Le Jouet criminel» — женщина в фойе
- 1975 — «Mort de Raymond Roussel»
- 1979 — «Collections privées» (голос за кадром)
- 1979 — «Écoute voir…» — Флора Тибо

В 30 лет опубликовала свой первый роман  «Minuit sur les jeux».
В 1983 году за роман «Riche et légère» Флоранс Деле была награждена Премией Фемина (фр. Prix Femina).
14 декабря 2000 года Флоранс Деле была избрана членом Французской академии и занимала кресло № 10 Академии до своей смерти. Также являлась членом-корреспондентом Королевской академии испанского языка.
Скончалась 1 июля 2025 года в возрасте 84 лет в Париже.

## Награды
Командор Ордена почётного легиона
Командор Ордена «За заслуги»
Командор Ордена Искусств и литературы

## Избранная библиография
- Minuit sur les jeux (1973)
- Le aïe aïe de la corne de brume (1975)
- Graal théâtre (в соавт., 1977—1981)
- L’Insuccès de la fête (1980)
- Riche et légère (1983)
- Acte de la Passion, in Théâtre espagnol du XVI siècle (1983)
- Marco Polo, le nouveau livre des merveilles, (в соавт., 1985)
- Course d’amour pendant le deuil (1986)
- L'Éclypse de la balle, d’Arnaldo Calveyra (1987)
- Il me semble, Mesdames ou Les Dames de Fontainebleau (1987)
- Petites formes en prose après Edison (1987)
- «La sortie au jour» in Le Livre sacré de l’ancienne Égypte (1987)
- Le divin Narcisse, et autres textes, de Sor Juana Inès de la Cruz, (в соавт., 1987)
- La Décadence de l’analphabétisme, de José Bergamín (1988)
- Partition rouge. Poèmes et chants des Indiens d’Amérique du Nord, (в соавт., 1988)
- La Célestine (version courte), de Fernando de Rojas (1989)
- La Solitude sonore du toreo, de José Bergamín (1989)
- L’Hexaméron (в соавт., 1990)
- Etxemendi (1990)
- Semaines de Suzanne (в соавт., 1991)
- Les Moitiés, de Ramón Gómez de la Serna, (в соавт., 1991)
- Catalina, enquête (1994)
- Œillet rouge sur le sable (1994)
- La Fin des temps ordinaires (1996)
- La Séduction brève (1997)
- Six poèmes galiciens, de Federico García Lorca (1998)
- L’Homme du Luxembourg, d’Arnaldo Calveyra (1998)
- Beauténébreux, de José Bergamín (1999)
- Dit Nerval, essai (1999)
- Michée, Aggée, Zacharie, Malachie, (в соавт., 2001)
- Trois désobéissances, (2004)
- Le Grand Théâtre du monde suivi de Procès en séparation de l’Âme et du Corps, de Pedro Calderón de la Basca (2004)
- Mon Espagne. Or et Ciel, Hermann (2008)